# Uttenhausen
Uttenhausen ist eine Wüstung auf der Flur des Ortsteiles Rappershausen der Gemeinde Hendungen im unterfränkischen Landkreis Rhön-Grabfeld in Bayern.

## Geographische Lage
Die Wüstung liegt im unterfränkischen Teil des Grabfelds, einen Kilometer südlich von Rappershausen an der Grenze zu Thüringen auf 410 m Höhe auf einer Feldflur. Ungefähr 50 Meter östlich der Wüstung befindet sich der Turmhügel Rappershausen, eine abgegangene Niederungsburg.

## Geschichte

### 12.–14. Jahrhundert
Der Ort Uttenhausen wurde 1158 erstmals urkundlich erwähnt. In dieser Urkunde bestätigte Kaiser Friedrich I. die Übereignung von Rappershausen und des etwa einen Kilometer südlich gelegenen Ortes Uttenhausen an das Kloster Bildhausen, das 1156 von Friedrichs Onkel, dem Pfalzgrafen Hermann von Stahleck gestiftet wurde. Zwischen 1158 und 1350 muss der größte Teil von Uttenhausen in den Besitz der Grafen von Henneberg gelangt sein, wobei die genauen Umstände wohl nicht mehr zu klären sind.
Bei der Hennebergischen Landesteilung 1274 kam das Gebiet von Uttenhausen und der Hälfte von Rappershausen an die Linie Henneberg-Hartenberg, die ihren Stammsitz auf der Hartenburg im nahe gelegenen Römhild hatte. Graf Berthold XI. von Henneberg-Hartenberg (regierte 1348–1371) ließ um das Jahr 1350 bei Uttenhausen eine Festung anlegen. Da er aber darüber mit dem Würzburger Bischof Albrecht in Streit geriet, wurden von diesem in der Folgezeit die Festung und vermutlich auch der Ort Uttenhausen vollständig zerstört. Die Einwohner Uttenhausens flohen nach Rappershausen.
Berthold von Henneberg-Hartenberg belehnte Wilhelm von Maßbach mit Uttenhausen. Von diesem kauften Graf Hermann IV. von Henneberg-Aschach (* vor 1342; † 26. Mai 1378) und sein Bruder Berthold den Ort nach dem Tod ihres Vetters Berthold von Henneberg-Hartenberg im Jahr 1378. Dieser hatte bereits 1371 seinen Besitz an die Linie Henneberg-Aschach verkauft.
Der Abt und Konvent zu Bildhausen bekundete am 2. Dezember 1379, dass Graf Hermann von Henneberg-Aschach mit Zustimmung seines Bruders Berthold, Domherr zu Bamberg, ihnen das Dorf Uttenhausen übereignet hat. Graf Hermann von Henneberg-Aschach und sein Bruder Berthold behielten sich jedoch alle landesherrlichen Rechte vor.

### 15.–18. Jahrhundert
1442 wurde Uttenhausen im Lehn- und Zinsbuch des Klosters Bildhausen wie ein bestehender Ort aufgeführt, was bedeutet, dass der Ort zu dieser Zeit noch bewohnt war. Am 3. Mai 1498 schlichtete Graf Otto von Henneberg einen Streit seines Vetters Graf Hermann von Henneberg mit dem Abt des Klosters Bildhausen bezüglich der Steuern, die von Graf Hermann von Henneberg von den Einwohnern Uttenhausens gefordert wurden. Durch zwei Erbteilungen der Linie Henneberg-Aschach in den Jahren 1468 und 1532 kam Uttenhausen als Teil des Amts Römhild an Graf  Berthold XVI. von Henneberg-Römhild, der seinen Besitz 1548 an die Grafen von Mansfeld verkaufte. Diese veräußerten das Amt Römhild mit Uttenhausen im Jahr 1555 an die ernestinischen Wettiner.
In dem im Jahr 1555 erstellten Anschlag über die Herrschaft Römhild wurde u. a. die Lieferung von 16 Malter Hafer (Herbsfutter) von der Wüstung Uttenhausen (Autenhausen) gelistet. Demnach war Uttenhausen zwischen 1498 und 1555 wüst geworden. Aufgrund von Erbteilungen gehörte die Wüstung Uttenhausen als Teil des Amts Römhild ab 1572 zu Sachsen-Coburg-Eisenach, ab 1596 zu Sachsen-Coburg, ab 1533 wieder zu Sachsen-Coburg-Eisenach, ab 1640 zu Sachsen-Altenburg, ab 1672 zu Sachsen-Gotha-Altenburg und ab 1680 zu Sachsen-Römhild. Nach dem Tod des Herzogs von Sachsen-Römhild wurde das Amt Römhild im Jahr 1710 aufgeteilt unter Sachsen-Coburg-Saalfeld (1/3) und Sachsen-Meiningen (2/3).

### 19. Jahrhundert bis zur Gegenwart
Der „Reinigungsvertrag“ zwischen dem Großherzogtum Würzburg und Sachsen-Meiningen, der am 20. Juni 1808 unterzeichnet wurde, regelte die Grenze zwischen dem Großherzogtum Würzburg und dem herzöglichen sachsen-meiningischen und sachsen-römhildischen Gebiet neu, wobei der Ort Rappershausen und die Wüstung Uttenhausen an Würzburg abgetreten wurden. Dabei wurde ausdrücklich darauf hingewiesen, dass das Erbfolgerecht Würzburgs, welches im Vertrag von Schleusingen vom 19. Juli 1586 vereinbart wurde, weiterhin bestehen bleibt.
Nach der Niederlage Napoleons in der Völkerschlacht von Leipzig löste Ferdinand von Toskana am 26. Oktober 1813 die Verbindung mit Frankreich und schloss sich der alliierten Koalition gegen Napoleon an. In der Schlussakte des Wiener Kongresses vom 9. Juni 1815 wurde festgelegt, dass das Großherzogtum Würzburg größtenteils an Bayern zurückfiel, während Ferdinand III. seinen Erbstaat, das Großherzogtum Toskana, zurückerhielt. Im Zuge der Verwaltungsreformen in Bayern entstand mit dem Gemeindeedikt von 1818 die heutige Gemeinde Rappershausen, zu der die Wüstung Uttenhausen seitdem gehörte.
Am 1. Mai 1978 wurde Rappershausen mit Uttenhausen in die Gemeinde Hendungen eingegliedert.